# Філіпп Шюлер
Філіпп Шюлер (нім. Philipp Schüler; 17 жовтня 1911, Франкфурт-на-Майні — 19 квітня 1943, Середземне море) — німецький офіцер-підводник, капітан-лейтенант крігсмаріне.

## Біографія
5 квітня 1935 року вступив на флот. З травня 1938 року — офіцер взводу на лінкорі «Гнайзенау». В квітні-жовтні 1940 року пройшов курс підводника. З жовтня 1940 року — 1-й вахтовий офіцер на підводному човні U-100. В лютому-березні 1941 року пройшов курс командира човна. З 31 березня по 29 листопада 1941 року — командир U-141, на якому здійснив 4 походи (разом 88 днів у морі), з 29 грудня 1941 року — U-602, на якому здійснив ще 4 походи (разом 109 днів у морі). 19 квітня 1943 року U-602 і всі 48 членів екіпажу зникли безвісти в Середземному морі.
Всього за час бойових дій потопив 5 кораблів загальною водотоннажністю 8341 тонну і пошкодив 1 корабель водотоннажністю 5133 тонни.
| Дата           | Назва корабля                                | Тип               | Тоннаж | Вантаж                                        | Екіпаж | Загинули | Країна             | Конвой |
| -------------- | -------------------------------------------- | ----------------- | ------ | --------------------------------------------- | ------ | -------- | ------------------ | ------ |
| 22 червня 1941 | Calabria                                     | Торговий пароплав | 1,277  | 1470 тонн пальмових ядер і 200 тонн копри     | 24     | 3        | Швеція             | SL-76  |
| 26 липня 1941  | Botwey                                       | Торговий пароплав | 5,106  | Баласт                                        | 53     | 0        | Британська імперія | OS-1   |
| 26 липня 1941  | Atlantic City (пошкоджений)                  | Торговий теплохід | 5,133  | Генеральні вантажі, державні товари і вугілля | 41     | 0        | Британська імперія | OS-1   |
| 5 вересня 1941 | Jarlinn                                      | Паровий траулер   | 190    | Риба                                          | 11     | 11       | Ісландія           |        |
| 6 вересня 1941 | King Erik                                    |                   | 228    | Баласт                                        | 15     | 15       | Британська імперія |        |
| 9 грудня 1942  | HMS Porcupine (G93) (невиправно пошкоджений) | Есмінець          | 1,540  |                                               | ?      | 7        | Британська імперія |        |

## Звання
- Кандидат в офіцери (5 квітня 1935)
- Морський кадет (25 вересня 1935)
- Фенріх-цур-зее (1 липня 1936)
- Оберфенріх-цур-зее (1 січня 1938)
- Лейтенант-цур-зее (1 квітня 1938)
- Оберлейтенант-цур-зее (1 жовтня 1939)
- Капітан-лейтенант (1 лютого 1942)

## Нагороди
- Медаль «За вислугу років у Вермахті» 4-го класу (4 роки)